# Zlatý míč 2023
Zlatý míč, cena pro nejlepšího fotbalistu světa dle mezinárodního panelu sportovních novinářů, byla udělena argentinskému hráči Lioneli Messimu 30. října 2023.
Stejně jako v minulém ročníku se cena uděluje za sezónu (v tomto případě za ročník 2022/23).

## Zlatý míč
Pětinásobný vítěz Cristiano Ronaldo poprvé od roku 2003 na cenu nebyl nominován.
Na Zlatý míč pro rok 2023 bylo nominováno těchto 30 hráčů:
| Místo | Hráč                 | Klub(y)             | Body |
| ----- | -------------------- | ------------------- | ---- |
| 1.    | Lionel Messi         | Paris Saint-Germain | 462  |
| 2.    | Erling Haaland       | Manchester City     | 357  |
| 3.    | Kylian Mbappé        | Paris Saint-Germain | 270  |
| 4.    | Kevin De Bruyne      | Manchester City     | 100  |
| 5.    | Rodri                | Manchester City     | 57   |
| 6.    | Vinícius Júnior      | Real Madrid         | 49   |
| 7.    | Julián Álvarez       | Manchester City     | 28   |
| 8.    | Victor Osimhen       | Neapol              | 24   |
| 9.    | Bernardo Silva       | Manchester City     | 20   |
| 10.   | Luka Modrić          | Real Madrid         | 19   |
| 11.   | Mohamed Salah        | Liverpool           | 13   |
| 12.   | Robert Lewandowski   | FC Barcelona        | 12   |
| 13.   | Yassine Bounou       | Sevilla             | 10   |
| 14.   | İlkay Gündoğan       | Manchester City     | 8    |
| 15.   | Emiliano Martínez    | Aston Villa         | 7    |
| 16.   | Karim Benzema        | Real Madrid         | 6    |
| 17.   | Chviča Kvaracchelija | Neapol              | 6    |
| 18.   | Jude Bellingham      | Borussia Dortmund   | 5    |
| 19.   | Harry Kane           | Tottenham Hotspur   | 4    |
| 20.   | Lautaro Martínez     | Inter Milán         | 4    |
| 21.   | Antoine Griezmann    | Atlético Madrid     | 4    |
| 22.   | Kim Min-če           | Neapol              | 3    |
| 23.   | André Onana          | Inter Milán         | 2    |
| 24.   | Bukayo Saka          | Arsenal             | 1    |
| 25.   | Joško Gvardiol       | RB Leipzig          | 1    |
| 26.   | Jamal Musiala        | Bayern Mnichov      | 0    |
| 27.   | Nicolò Barella       | Inter Milán         | 0    |
| 28.   | Randal Kolo Muani    | Eintracht Frankfurt | 0    |
| 28.   | Martin Ødegaard      | Arsenal             | 0    |
| 30.   | Rúben Dias           | Manchester City     | 0    |

## Kopa Trophy
Na Kopa Trophy 2023 bylo nominováno těchto 10 hráčů:
| Místo | Hráč              | Klub(y)             | Body |
| ----- | ----------------- | ------------------- | ---- |
| 1.    | Jude Bellingham   | Borussia Dortmund   | 90   |
| 2.    | Jamal Musiala     | Bayern Mnichov      | 42   |
| 3.    | Pedri             | FC Barcelona        | 33   |
| 4.    | Eduardo Camavinga | Real Madrid         | 29   |
| 5.    | Gavi              | FC Barcelona        | 20   |
| 6.    | Xavi Simons       | PSV Eindhoven       | 4    |
| 7.    | Alejandro Balde   | FC Barcelona        | 4    |
| 8.    | António Silva     | Benfica Lisabon     | 3    |
| 9.    | Rasmus Højlund    | Sturm Graz Atalanta | 0    |
| 9.    | Elye Wahi         | Montpellier         | 0    |

## Jašinova trofej
Na Jašinovu trofej 2023 bylo nominováno těchto 10 brankářů:
| Místo | Hráč                  | Klub(y)         | Body |
| ----- | --------------------- | --------------- | ---- |
| 1.    | Emiliano Martínez     | Aston Villa     | 290  |
| 2.    | Ederson               | Manchester City | 197  |
| 3.    | Yassine Bounou        | Sevilla         | 154  |
| 4.    | Thibaut Courtois      | Real Madrid     | 81   |
| 5.    | Marc-André ter Stegen | FC Barcelona    | 47   |
| 6.    | André Onana           | Inter Milán     | 44   |
| 7.    | Dominik Livaković     | Dinamo Záhřeb   | 9    |
| 8.    | Aaron Ramsdale        | Arsenal         | 5    |
| 9.    | Mike Maignan          | AC Milán        | 1    |
| 10.   | Brice Samba           | RC Lens         | 0    |